# Енгсос
Енгсос (устар. Енг-Сос) — река в Берёзовском районе Ханты-Мансийского АО. Устье реки находится на 90-м км по правому берегу реки Сысконсынгъя. Длина реки составляет 18 км.

## Данные водного реестра
По данным государственного водного реестра России относится к Нижнеобскому бассейновому округу, водохозяйственный участок реки — Северная Сосьва, речной подбассейн реки — Северная Сосьва. Речной бассейн реки — (Нижняя) Обь от впадения Иртыша.